# باري ساندرز (أستاذ جامعي)
باري ساندرز (بالإنجليزية: Barry Sanders)‏ هو لغوي أمريكي، ولد في 27 أكتوبر 1938.